# Alstads landskommun
Alstads landskommun var en tidigare kommun i dåvarande Malmöhus län.

## Administrativ historik
Kommunen bildades som storkommun vid kommunreformen 1952 genom sammanläggning av kommunerna Fru Alstad, Lilla Slågarp, Stora Slågarp och Västra Alstad.
Kommunen upphörde den 1 januari 1967, då dess område införlivades i Trelleborgs stad som 1971 ombildades till Trelleborgs kommun.
Kommunkod 1952-1966 var 1238.

### Kyrklig tillhörighet
I kyrkligt hänseende tillhörde kommunen församlingarna Fru Alstad, Lilla Slågarp, Stora Slågarp och Västra Alstad. Alstads församling i Lunds stift bildades 1980 genom sammanläggning av dessa församlingar som tidigare utgjorde kommunen Alstad.

## Kommunvapnet
Blasonering: I rött fält en balk, åtföljd ovan av ett pilträd och nedan av ett veteax med två blad, allt av guld.
Vapnet fastställdes av Kunglig Majestät den 2 juni 1961 och upphörde i samband med kommunens upplösning 1966. Balken syftar på den gamla landsvägen mellan Malmö och Ystad, medan pilträdet och veteaxet symboliserar den omgivande jordbruksbygden.

## Geografi
Alstads landskommun omfattade den 1 januari 1952 en areal av 47,37 km², varav 46,05 km² land.

### Tätorter i kommunen 1960
I Alstads landskommun fanns den 1 november 1960 ingen tätort. Tätortsgraden i kommunen var då alltså 0,0 procent.

## Politik

### Mandatfördelning i valen 1950–1962
| 19 | 16 |

| 34 |

| 18 | 10 | 4 | 3 |

| 31 |

| 18 | 12 | 2 | 3 |

| 32 |

| 13 | 9 | 2 | 2 |

| 24 |